# Jasika (Kruševac)
Pour les articles homonymes, voir Jasika.
Jasika (en serbe cyrillique : Јасика) est une localité de Serbie située sur le territoire de la ville de Kruševac, district de Rasina. Au recensement de 2011, elle comptait 1 781 habitants.
Jasika est officiellement classée parmi les villages de Serbie.

## Démographie

### Évolution historique de la population
| 1948  | 1953  | 1961  | 1971  | 1981  | 1991  | 2002  | 2011  |
| ----- | ----- | ----- | ----- | ----- | ----- | ----- | ----- |
| 1 282 | 1 367 | 1 540 | 1 702 | 1 993 | 2 063 | 2 040 | 1 781 |

|  |